# Yumi Matsutōya
Pour les articles homonymes, voir Arai (homonymie).
Yumi Matsutōya (松任谷由実, Matsutōya Yumi, nom d'épouse), anciennement connue sous le nom Yumi Arai (荒井由実, Arai Yumi, nom de naissance), souvent surnommée Yuming (ユーミン), est une chanteuse populaire japonaise, auteur-compositeur-interprète, née le 19 janvier 1954 à Tokyo, au Japon.

## Biographie
D'abord pianiste professionnelle et compositrice pour d'autres artistes, elle commence sa carrière de chanteuse en 1972 sous son nom de jeune fille Yumi Arai, jusqu'à son mariage en 1976 avec le compositeur et producteur de musique Masataka Matsutōya, continuant sa carrière sous le nom de Yumi Matsutōya. Elle est l'une des artistes les plus populaires du Japon, avec plus de 42 millions de disques vendus, 21 albums classés no 1, et la première à y avoir vendu deux millions d'exemplaires d'un album, au sommet de sa carrière en 1990.
Sa popularité a baissé depuis une dizaine d'années, en partie par sa volonté affichée de faire des albums plus personnels et moins commerciaux. Elle a aussi composé des titres pour d'autres artistes, comme le tube Toki o kakeru shōjo pour Tomoyo Harada, thème du film The Girl Who Leapt Through Time adapté de La Traversée du temps en 1983. Elle est connue en Occident pour avoir interprété en tant que Yumi Arai les génériques du film d'animation Kiki la petite sorcière. Sa chanson Hikō-ki gumo (ja)  (ひこうき雲), extraite du disque éponyme de 1973, a été choisie comme chanson thème du film d'animation du studio Ghibli Le vent se lève sorti au Japon en juillet 2013.
Connaisseuse de la chanson française, Yumi a consacré une chanson à Françoise Hardy (Watashi no Françoise), dans laquelle elle se souvient de son enthousiasme lorsqu'elle avait seize ans.
Aujourd'hui, elle donne une chronique radiophonique et est invitée à la télévision japonaise. En dépit de son rôle majeur dans la chanson japonaise pendant plus de vingt ans, elle demeure méconnue en France. Au Japon, Matsutoya est notoirement appréciée pour la qualité poétique et le sens de ses textes, qui exaltent l'amour avec sensibilité et générosité.

## Discographie

### Albums
Yumi Arai
- Hikō-ki gumo (1973)
- Misslim (1974)
- Cobalt Hour (1975)
- The 14th Moon (14-banme no Tsuki) (1976)

Yumi Matsutoya
- Benisuzume (1978)
- Ryūsenkei '80 (1978)
- Olive (1979)
- Gallery in My Heart (Kanasii hodo Otenki) (1979)
- Toki no Nai Hotel (1980)
- Surf and Snow Volume One (1980)
- Mizu no Naka no Asia e (1981)
- Sakuban Oaisimashō (1981)
- Pearl Pierce (1982)
- Reincernation (1983)
- Voyager (1983)
- No Side (1984)
- DA-DI-DA (1985)
- ALARM à la mode (1986)
- Before the DIAMOND DUST fades... (Diamond Dust ga Kienumani) (1987)
- Delight Slight Light KISS (1988)
- Love Wars (1989)
- Tengoku no Door (The Gates of Heaven) (1990)
- Dawn Purple (1991)
- Tears and Reasons (1992)
- U-miz (1993)
- The Dancing Sun (1994)
- Kathmandu (1995)
- Cowgirl Dreamin'  (1997)
- Suyua no Nami (The Wave of Zuvuya) (1997)
- Frozen Roses (1999)
- Acacia (2001)
- Wings of Winter, Shades of Summer  (2002)
- Yuming Compositions:FACES (2003)
- VIVA! 6×7 (2004)
- A Girl in Summer (2006)
- Soshite mouichido yumemiru darou（And I will dream again …）(2009)
- Road Show(2011)
- POP CLASSICO(2013)

### Compilations
Yumi Arai
- Yuming Brand (1976)
- Yuming Brand Part II (1979)
- Yuming Brand Part III (1981)
- Yuming Singles 1972-1976 (1987)
- Yuming History (1987)
- Ketteiban: Yumi Arai Best Selection (決定盤～荒井由実 ベストセレクション ?) (1990)
- Yuming Collection (1992)
- Twins: Super Best of Yumi Arai (1996)
- Yumi Arai 1972-1976 (Studio albums box-set compilation) (2003)

Yumi Matsutoya
- Album (1977)
- Neue Musik: Yumi Matsutoya Complete Best Volume One (1998) (3 millions d'exs)
- Yumi Matsutoya 1978-1989 (Studio albums box-set compilation) (1999)
- sweet, bitter sweet: Yuming Ballad Best (2001)
- Seasons Colours: Spring Summer Selection (2007)
- NIhon no koi to Yuming to(2012)

### Singles
Yumi Arai
- Henji wa Iranai / Sora to Umi no Kagayaki ni Mukete (1972)
- Kitto Ieru / Hikōkigumo (1973)
- Yasashisa ni Tsutsumaretanara / Maho no Kagami (1974)
- 12-gatsu no Ame / Hitomi o Tojite (1974)
- Rouge no Dengon / Nani mo Kikanaide (1975) - #45
- Ano Hi ni Kaeritai / Sukoshidake Kataomoi (1975) - #1
- Kageriyuku Heya / Velvet Easter(1976) - #10
- Machibuse (1996) - #5

Yumi Matsutoya
- Shiokaze ni Chigirete/Shoutou Hikou (1977) - #31
- Tōi Tabiji/ Navigator (1977) - #38
- Harujoon Himejoon / Tsumi to Batsu (1978) - #80
- Irie no Gogo 3 ji / Shizuka na Maboroshi (1978) - #88
- Futō o Wataru Kaze/Kathleen (1978) - #71
- Kishū/ Inazuma no Shōjo (1979) - #89
- Esper / Yosoyuki Gao de (1980) #77
- Hakujitsumu (Daydream)/ Tamerai (1980) #44
- Hoshi no Rūjurian/ 12 kai no Koibito (1980)
- Mamotte Agetai/ Grace Slick no Shōzō (1981) - #2
- Yūyami o Hitori / A Happy New Year (1981) - #48
- Dandelion -Osozaki no Tampopo / Toki o Kakeru Shōjo (1983) - #9
- Voyager -Hizuke no Nai Bohyō / Aoi Fune de (1984) - #9
- Imadakara (1985, avec Kazumasa Oda et Kazuo Zaitsu) - #1
- Metropolis no Katasumi de / Pajama ni Raincoat (1985) - #8
- Sweet Dreams/Saturday Night Zonbies (1987) - #7
- Anniversary (Mugen ni Calling You) / Homework (1989) - #2
- Ai no Wave / Roman no Dengon (1992, avec Carl Smokey Ishii) - #1
- Manatsu no Yo no Yume / Kaze no Sketch (1993) - #1
- Hello, My Friend/Good-bye Friend (1994) - #1
- Haruyo, Koi(1994) - #1
- Inochi no Hana / Suna no Wakusei (1995, disque Promo)
- Rondo/Midnight Scarecrow (1995) - #2
- Saigo no Uso / Wasurekaketa Anata e no Merry Christmas (1996) - #4
- Kokuhaku / Moonlight Legend (1997) - #10
- Sunny day Holiday/ Yume no Naka de -We are not alone, forever (1997) - #10
- Lost Highway / Spinning Wheel (1999) - #20
- Millennium (2000, with Pocket Biscuits) - #7
- Partnership/ So Long Long Ago (2000) - #18
- Siawase ni Narutameni / Twins - #6
- 7 Truths 7 Lies (Virgin Road no Kanata de) / Song for Bride/ Tuxedo Rain / Anniversary (2001) - #16
- Setsugekka / Northern Lights (2003) - #59
- Tsuite Yukuwa/ Anata ni Todokuyouni (2005) - #13
- Cappuccino (2006, avec Hiroshi Fujiwara, guitare par Eric Clapton) - #194
- Niji no Shita no Doshaburi de / Smile Again (2006) - #22
- Still Crazy for You (2006, with Crazy Cats) - #14
- Knockin' at the Door (2006, en tant que "the Friends of Love the Earth Project") - #158